# اوسیم
اوسیم (انگلیسی: Osim) شرکت خرده‌فروشی سنگاپوری است، که در سال ۱۹۸۰ تأسیس شد.